# Lespesia lata
Lespesia lata là một loài ruồi trong họ Tachinidae.